# Aprosictus truncatus
Aprosictus truncatus är en skalbaggsart som beskrevs av Aurivillius 1916. Aprosictus truncatus ingår i släktet Aprosictus och familjen långhorningar. Inga underarter finns listade i Catalogue of Life.